# Kineska kuhinja
Kineska kuhinja je zajednički naziv za sve kuhinje naroda koji žive u Kini, a često i u drugim zemljama Istočne i Jugoistočne Azije. Kinesku kuhinju karakteriše to što se meso koristi u manjim količinama, u parčićima, koristi se najviše piletina i svinjetina, od začina beli luk, soja sos i ljuti sosevi. Sir i mlečni proizvodi gotovi da ih nema u kineskoj kuhinji, to jest u kineskim jelima.

## Kuhinje kineskih regija
Uprkos mnogim zajedničkim osobinama (npr. velike količine povrća), između regija Kine postoji velika razlika u pogledu sastojaka, začina i metoda, koje se koriste pri kuvanju.
- Pekinška kuhinja — Nastala je na temelju kulinarske tradicije pokrajina Hebei i Shandong. Osnova prehrane su pareni hlepčići od pšenice i tjestenina. Rijetka su jela od riže. Snažan utjecaj na kuhinju ovoga područja imali su Mongoli, uvođenjem mesa pečenog na ražnju i žaru.
- Kantonska kuhinja — To je kuhinja južne Kine (Guangzhou i Hong Kong). Koristi uglavnom rižu i sitno sjeckane sastojke, koji se prže u soku. U primorskim dijelovima Kine dominiraju jela od ribe i plodova mora.
- Šangajska kuhinja — Predstavlja kuhinju istočne Kine (gradovi Šangaj, Suzhou, Hangzhou i Nanjing). Čest je sladak okus. Smeđi šećer često se dodaje jelima od mesa. Poznata je i po jelima od ribe i morskih plodova.
- Sečuanska kuhinja — To je kuhinja zapadne Kine, koja se temelji na govedini i dimljenoj hrani.
- Hunanska kuhinja — Predstavlja kuhinju središnjih područja duž rijeke Yangtze. Preovladavaju jela od riže.
- Fukienska kuhinja — To je kuhinja jugoistočne Kine. Najpoznatija je po umaku od soje i velikom izboru juha.
- Sincianška kuhinja — Odnosi se na sjeverozapadnu Kinu. Vidljiv je utjecaj Srednje Azije. Nema riže, pa se koriste različite žitarice. U nekim područjima ovog dijela zemlje dominira islam, pa se tamo ne jede svinjetina. Kuha se na laganoj vatri u glinenim posudama.
- Nyonya kuhinja — U Maleziji i Singapuru, postoji kineska manjina, koja ima kuhinju, koja je spoj kineske i malajske kuhinje.
- Chaozhou kuhinja — To je kuhinja regije Chaoshan u pokrajini Guangdong. Poznata je po plodovima mora i laganim, ukusnim jelima.

## Galerija
- Fujianska juha
- Pekinška patka
- Desert mantou
- Dim sum
- Мајмунов мозак

## Spoljašnje veze
- K.C. Chang "Food in Chinese Culture" Asia Society
- Kineska kuhinja на веб-сајту  (језик: енглески)
- "Chinese food made easy" at the BBC
- "Chinese Culinary History (Websites for Research) Stony Brook University Libraries.
- "199 Chinese dishes"